# Al-Quwwat al-Jawwiyya al-Tunisiyya
La Al-Quwwat al-Jawwiyya al-Tunisiyya, (in arabo ﺍﻟﻘﻮﺍﺕ الجوية ﺍﻟﺘﻮﻧﺴﻴـة‎?), è l'attuale aeronautica militare della Tunisia e parte integrante delle forze armate tunisine. Nel 2023 disponeva di un organico di circa 4.500 effettivi.

## Storia
L'aeronautica militare tunisina viene fondata nel 1959, cinque anni dopo la dichiarazione di indipendenza dalla Francia, e viene dotata dei primi velivoli, 8 monomotori da addestramento Saab 91 Safir, l'anno successivo, nel 1960. Successivamente vennero integrati da un'altra fornitura di Safir e, nel 1965, dall'acquisto dei turbogetto italiani Aermacchi MB-326 che inaugurarono l'era a reazione della forza aerea nazionale.

## Aeroporti e Basi
- Bizerte (Biserta)/Sidi Ahmed
- Gafsa
- Bizerte/La Karouba
- Sfax

## Struttura
L'aeronautica militare tunisina è così strutturata:

### Bizerte-Sidi Ahmed
No. 11 Squadronaddestramento, operanti con gli MB.326
No. 15 Squadroncaccia, operanti con i F-5 Tigers II
No. 21 Squadronda trasporto, operanti con gli Alenia G.222, C-130 e S208

### Bizerte-La Karouba
No. 31 Squadronsquadrone elicotteri
No. 32 Squadronsquadrone elicotteri
No. 33 Squadronsquadrone elicotteri
No. 36 Squadronsquadrone elicotteri

### Sfax-Thyna
No. 13 Squadronsquadrone Light utility e di collegamento, operanti con gli SF-260
No. 14 Squadronsquadrone Light utility e di collegamento, operanti con gli SF-260
No. ? Squadronsquadrone elicotteri

### Gafsa
No. 16 Squadronsquadrone da addestramento avanzato, operanti con gli Aero L-59 Super Albatros
No. ? Squadron

## Aeromobili in uso
Sezione aggiornata annualmente in base al World Air Force di Flightglobal del corrente anno. Tale dossier non contempla UAV, aerei da trasporto VIP ed eventuali incidenti accorsi durante l'anno della sua pubblicazione. Modifiche giornaliere o mensili che potrebbero portare a discordanze nel tipo di modelli in servizio e nel loro numero rispetto a WAF, vengono apportate in base a siti specializzati, periodici mensili e bimestrali. Tali modifiche vengono apportate onde rendere quanto più aggiornata la tabella.
| Aeromobile                            | Origine     | Tipo                                   | Versione (denominazione locale) | In servizio (2024) | Note | Immagine |
| Aerei da combattimento                |             |                                        |                                 |                    | |          |
| Northrop F-5E Tiger II                | Stati Uniti | cacciabombardiereconversione operativa | F-5EF-5F                        | 103                | Nel 1981, la Tunisia ordinò 8 F-5E e 4 F-5F, con consegne avvenute nel 1984-85. Ulteriori 4 F-5E ex USAF furono consegnati nel 1989. Uno dei 12 monoposto in servizio a tutto il 2017, è andato perso durante un'esercitazione il 17 ottobre 2018. Un F-5E è stato perso il 6 ottobre 2020.                                             |          |
| Textron AT-6 Wolverine                | Stati Uniti | aereo da attacco leggero               | AT-6C                           | 0                  | 4 AT-6C Wolverine ordinati il 11 giugno 2021, saranno consegnati a partire dal 2024. |          |
| Aerei per impieghi speciali           |             |                                        |                                 |                    | |          |
| Maule MX-7                            | Stati Uniti | aereo da osservazione                  | MX-7                            | 12                 | 12 MX-7 consegnati ed utilizzati per la sorveglianza dei confini. |          |
| Cessna 208 Caravan                    | Stati Uniti | aereo da osservazione                  | C208 EX ISR                     | 4                  | 2 C208 EX Grand Caravan configurati per missioni di intelligence, sorveglianza e ricognizione (ISR) ordinati a novembre 2021, poi, portati a 4 nel marzo del 2022. I quattro aerei sono stati consegnati il 9 settembre 2024. |          |
| Aeromobili a pilotaggio remoto        |             |                                        |                                 |                    | |          |
| TAI Anka-S                            | Turchia     | UAV                                    | Anka-S                          | 5                  | 6 Anka-S ordinati a marzo 2020. Confermati 3 esemplari in consegna a dicembre 2020, per evitare la cancellazione del programma. Ulteriori 2 esemplari consegnati. |          |
| Aerei da trasporto                    |             |                                        |                                 |                    | |          |
| Lockheed C-130 Hercules               | Stati Uniti | aereo da trasporto                     | C-130HC-130B                    | 41                 | 7 tra C-130B e C-130H acquistati tra il 1987 ed il 2001. Ulteriori 2 C-130H usati sono stati ordinati a giugno 2020 e sono stati forniti dagli Stati Uniti. Uno dei due C-130H ex USAF consegnato il 18 novembre 2024. |          |
| Lockheed Martin C-130J Super Hercules | Stati Uniti | aereo da trasporto                     | C-130J                          | 2                  | 2 ordinati nel 2010 e consegne completate tra il 2013 ed il 2015. |          |
| Let L 410                             | Rep. Ceca   | aereo da trasporto                     | L 410                           | 5                  | |          |
| Aerei da addestramento                |             |                                        |                                 |                    | |          |
| Aero L-39 Albatros                    | Rep. Ceca   | aereo da addestramento                 | L-59TE                          | 6                  | 12 L-59TE consegnati. |          |
| Aermacchi SF-260                      | Italia      | aereo da addestramento basico          | SF-260CTSF-260W                 | 17                 | 9 SF-260CT e 12 SF-260WT Warrior ricevuti tra il 1974 e il 1978. |          |
| Textron T-6 Texan II                  | Stati Uniti | aereo da addestramento                 | T-6C                            | 8                  | A ottobre 2019 il governo degli Stati Uniti aveva approvato la vendita alla Tunisia di 12 T-6C e attrezzature associate. 8 T-6C ordinati il 11 giugno 2021, con consegne a partire dal 2022. Il primo esemplare è stato consegnato negli Stati Uniti l'8 novembre 2022. I primi 4 esemplari sono entrati in servizio il 17 luglio 2023. |          |
| Elicotteri                            |             |                                        |                                 |                    | |          |
| Aérospatiale AS 350 Écureuil          | Francia     | elicottero utility                     | AS 350                          | 6                  | |          |
| Agusta-Bell 205                       | Stati Uniti | elicottero utility                     | AB-205                          | 21                 | |          |
| Bell 412                              | Stati Uniti | elicottero utility                     | AB 412Bell 412EPX               | 20                 | Ulteriori 12 Bell 412EPX di costruzione Subaru ordinati il 16 giugno 2025. |          |
| Sikorsky HH-3 Jolly Green Giant       | Stati Uniti | elicottero multiruoloSAR               | S-61CH-3HH-3E                   | 15                 | |          |
| Sud-Aviation SA 316 Alouette III      | Francia     | Elicottero utility                     | SA 316                          | 7                  | |          |
| Aérospatiale Alouette II              | Francia     | Elicottero utility                     | SE313                           | 8                  | |          |
| Bell UH-1 Iroquois                    | Stati Uniti | Elicottero utility                     | UH-1HUH-1N                      | 16                 | |          |
| Sikorsky UH-60 Black Hawk             | Stati Uniti | Elicottero utility                     | UH-60M                          | 8                  | 8 UH-60M ordinati nel 2014 e ricevuti tra il 2017 ed il novembre 2018. Ulteriori 4 UH-60M sono stati ordinati nel 2016 e saranno consegnati entro il 2020. |          |
| Bell OH-58 Kiowa Warrior              | Stati Uniti | elicottero da ricognizione             | OH-58D                          | 18                 | 24 esemplari acquisiti di seconda mano dallo US Army. |          |

## Aeromobili ritirati
- Aermacchi MB-326B - 8 esemplari (1965-?)[9]
- Aermacchi MB-326LT - 5 esemplari (1977-?)[9]
- Aermacchi MB-326KT - 7 esemplari (1977-?)[9][30]